# Tour de Catalogne 1941
Le Tour de Catalogne 1941 est la 21e édition du Tour de Catalogne, une course cycliste par étapes en Espagne. L’épreuve se déroule sur onze étapes entre le 6 et le 14 septembre 1941, sur un total de 1 214 km. Le vainqueur final est l'Espagnol Antonio Andrés Sancho, devant ses compatriotes Andres Canals et José Campama.
En raison de la Seconde Guerre mondiale, aucun coureur étranger n'est au départ de l'épreuve. Des coureurs des équipes comme le FC Barcelone et le RCD Espanyol sont inscrits et le gagnant reçoit un prix de 5 000 pesetas offert par Pirelli. Le directeur de la course est Sebastián Masdeu, le premier vainqueur de la "Volta".
La neuvième étape est divisée en deux secteurs, une épreuve par équipes avec les temps pris au niveau individuel et une course en ligne. Mariano Cañardo signe sa dernière victoire d'étape sur ce Tour de Catalogne.

## Étapes
| Étape | Date         | Parcours                                 | km    | Vainqueur d’étape           | Leader du classement général |
| ----- | ------------ | ---------------------------------------- | ----- | --------------------------- | ---------------------------- |
| 1e    | 6 septembre  | Montjuïc - Montjuïc                      | 60,0  | Joaquim Olmos (ESP)         | Joaquim Olmos (ESP)          |
| 2e    | 7 septembre  | Barcelone - Vilafranca del Penedès       | 68,0  | Bartolomeo Flaquer (ESP)    | Bartolomeo Flaquer (ESP)     |
| 3e    | 7 septembre  | Vilafranca del Penedès - Tarragone (clm) | 51,0  | Antonio Andrés Sancho (ESP) | Antonio Andrés Sancho (ESP)  |
| 4e    | 8 septembre  | Tarragone - Tortosa                      | 97,0  | Delio Rodríguez (ESP)       | Antonio Andrés Sancho (ESP)  |
| 5e    | 9 septembre  | Tortosa - Vilanova de Bellpuig           | 181,0 | Delio Rodríguez (ESP)       | Antonio Andrés Sancho (ESP)  |
| 6e    | 10 septembre | Vilanova de Bellpuig - Manresa           | 157,0 | Delio Rodríguez (ESP)       | Antonio Andrés Sancho (ESP)  |
| 7e    | 11 septembre | Manresa - Olot                           | 132,0 | Fermín Trueba (ESP)         | Antonio Andrés Sancho (ESP)  |
| 8e    | 12 septembre | Olot - Girona                            | 125,0 | Antonio Martín (ESP)        | Antonio Andrés Sancho (ESP)  |
| 9a e  | 13 septembre | Girona - Palamós (clm/éq)                | 48,0  | Mariano Cañardo (ESP)       | Antonio Andrés Sancho (ESP)  |
| 9a B  | 13 septembre | Palamós - Figueres                       | 79,0  | Delio Rodríguez (ESP)       | Antonio Andrés Sancho (ESP)  |
| 10e   | 14 septembre | Figueres - Barcelone                     | 216,0 | Delio Rodríguez (ESP)       | Antonio Andrés Sancho (ESP)  |

### Étape 1 Barcelone - Barcelone. 60,0 km
|   | Cycliste              | Équipe       | Temps           |
| - | --------------------- | ------------ | --------------- |
| 1 | Joaquim Olmos         | FC Barcelone | 1 h 31 min 46 s |
| 2 | Federico Ezquerra     | RCD Espanyol | m.t.            |
| 3 | Antonio Andrés Sancho | FC Barcelone | m.t.            |

|   | Cycliste              | Équipe       | Temps           |
| - | --------------------- | ------------ | --------------- |
| 1 | Joaquim Olmos         | FC Barcelone | 1 h 31 min 46 s |
| 2 | Federico Ezquerra     | RCD Espanyol | m.t.            |
| 3 | Antonio Andrés Sancho | FC Barcelone | m.t.            |

### Étape 2. Barcelone - Vilafranca del Penedès. 68,0 km
|   | Cycliste           | Équipe       | Temps           |
| - | ------------------ | ------------ | --------------- |
| 1 | Bartolomeo Flaquer | RCD Espanyol | 1 h 41 min 45 s |
| 2 | Antonio Martín     | RCD Espanyol | m.t.            |
| 3 | Andres Canals      | RCD Espanyol | m.t.            |

|   | Cycliste              | Équipe       | Temps           |
| - | --------------------- | ------------ | --------------- |
| 1 | Bartolomeo Flaquer    | RCD Espanyol | 3 h 13 min 31 s |
| 2 | Joaquim Olmos         | FC Barcelone | m.t.            |
| 3 | Antonio Andrés Sancho | FC Barcelone | m.t.            |

### Étape 3. Vilafranca del Penedès - Tarragone. 51,0 km (clm)
|   | Cycliste              | Équipe       | Temps           |
| - | --------------------- | ------------ | --------------- |
| 1 | Antonio Andrés Sancho | FC Barcelone | 1 h 16 min 08 s |
| 2 | Antonio Martín        | RCD Espanyol | + 53 s          |
| 3 | Delio Rodríguez       | RCD Espanyol | + 1 min 04 s    |

|   | Cycliste              | Équipe       | Temps           |
| - | --------------------- | ------------ | --------------- |
| 1 | Antonio Andrés Sancho | FC Barcelone | 4 h 29 min 39 s |
| 2 | Antonio Martín        | RCD Espanyol | + 53 s          |
| 3 | José Campama          | FC Barcelone | + 1 min 34 s    |

### Étape 4. Tarragone - Tortosa. 97,0 km
|   | Cycliste        | Équipe       | Temps           |
| - | --------------- | ------------ | --------------- |
| 1 | Delio Rodríguez | RCD Espanyol | 2 h 32 min 58 s |
| 2 | Joaquim Olmos   | FC Barcelone | m.t.            |
| 3 | José Gras       | UE Sants     | m.t.            |

|   | Cycliste              | Équipe       | Temps           |
| - | --------------------- | ------------ | --------------- |
| 1 | Antonio Andrés Sancho | FC Barcelone | 7 h 02 min 37 s |
| 2 | Antonio Martín        | RCD Espanyol | + 53 s          |
| 3 | José Campama          | FC Barcelone | + 1 min 34 s    |

### Étape 5. Tortosa - Vilanova de Bellpuig. 181,0 km
|   | Cycliste          | Équipe       | Temps           |
| - | ----------------- | ------------ | --------------- |
| 1 | Delio Rodríguez   | RCD Espanyol | 5 h 59 min 55 s |
| 2 | Federico Ezquerra | RCD Espanyol | m.t.            |
| 3 | Joan Gimeno       | FC Barcelone | m.t.            |

|   | Cycliste              | Équipe       | Temps            |
| - | --------------------- | ------------ | ---------------- |
| 1 | Antonio Andrés Sancho | FC Barcelone | 13 h 02 min 32 s |
| 2 | Antonio Martín        | RCD Espanyol | + 53 s           |
| 3 | José Campama          | FC Barcelone | + 1 min 34 s     |

### Étape 6. Vilanova de Bellpuig - Manresa. 157,0 km
|   | Cycliste          | Équipe       | Temps           |
| - | ----------------- | ------------ | --------------- |
| 1 | Delio Rodríguez   | RCD Espanyol | 5 h 27 min 50 s |
| 2 | Julián Berrendero | RCD Espanyol | m.t.            |
| 3 | Antonio Martín    | RCD Espanyol | m.t.            |

|   | Cycliste              | Équipe       | Temps            |
| - | --------------------- | ------------ | ---------------- |
| 1 | Antonio Andrés Sancho | FC Barcelone | 18 h 30 min 22 s |
| 2 | Antonio Martín        | RCD Espanyol | + 53 s           |
| 3 | Andres Canals         | RCD Espanyol | + 2 min 05 s     |

### Étape 7. Manresa - Olot. 132,0 km
|   | Cycliste          | Équipe       | Temps           |
| - | ----------------- | ------------ | --------------- |
| 1 | Fermín Trueba     | RCD Espanyol | 4 h 06 min 39 s |
| 2 | José Campama      | FC Barcelone | + 6 min 53 s    |
| 3 | Julián Berrendero | RCD Espanyol | + 6 min 56 s    |

|   | Cycliste              | Équipe       | Temps            |
| - | --------------------- | ------------ | ---------------- |
| 1 | Antonio Andrés Sancho | FC Barcelone | 22 h 43 min 57 s |
| 2 | Antonio Martín        | RCD Espanyol | + 53 s           |
| 3 | Andres Canals         | RCD Espanyol | + 2 min 05 s     |

### Étape 8. Olot - Girona. 125,0 km
|   | Cycliste        | Équipe       | Temps           |
| - | --------------- | ------------ | --------------- |
| 1 | Antonio Martín  | RCD Espanyol | 4 h 11 min 05 s |
| 2 | Delio Rodríguez | RCD Espanyol | m.t.            |
| 3 | Joaquim Olmos   | FC Barcelone | m.t.            |

|   | Cycliste              | Équipe       | Temps            |
| - | --------------------- | ------------ | ---------------- |
| 1 | Antonio Andrés Sancho | FC Barcelone | 26 h 55 min 02 s |
| 2 | Antonio Martín        | RCD Espanyol | + 53 s           |
| 3 | Andres Canals         | RCD Espanyol | + 2 min 05 s     |

### Étape 9. (9A Girona-Palamós 48 km) et (9B Palamós-Figueres 79 km)
|   | Cycliste              | Équipe       | Temps           |
| - | --------------------- | ------------ | --------------- |
| 1 | Mariano Cañardo       | FC Barcelone | 1 h 12 min 08 s |
| 2 | Antonio Andrés Sancho | FC Barcelone | m.t.            |
| 3 | Martín Abadía         | FC Barcelone | m.t.            |

|   | Cycliste        | Équipe       | Temps           |
| - | --------------- | ------------ | --------------- |
| 1 | Delio Rodríguez | RCD Espanyol | 2 h 25 min 43 s |
| 2 | Antonio Martín  | RCD Espanyol | m.t.            |
| 3 | Joaquim Olmos   | FC Barcelone | m.t.            |

|   | Cycliste              | Équipe       | Temps           |
| - | --------------------- | ------------ | --------------- |
| 1 | Mariano Cañardo       | FC Barcelone | 3 h 37 min 51 s |
| 2 | Antonio Andrés Sancho | FC Barcelone | m.t.            |
| 3 | Martín Abadía         | FC Barcelone | m.t.            |

|   | Cycliste              | Équipe       | Temps            |
| - | --------------------- | ------------ | ---------------- |
| 1 | Antonio Andrés Sancho | FC Barcelone | 30 h 32 min 53 s |
| 2 | Antonio Martín        | RCD Espanyol | + 1 min 12 s     |
| 3 | Andres Canals         | RCD Espanyol | + 2 min 24 s     |

### Étape 10. Figueres - Barcelone. 216,0 km
|   | Cycliste        | Équipe       | Temps           |
| - | --------------- | ------------ | --------------- |
| 1 | Delio Rodríguez | RCD Espanyol | 7 h 36 min 48 s |
| 2 | Joaquim Olmos   | FC Barcelone | m.t.            |
| 3 | José Campama    | FC Barcelone | m.t.            |

|   | Cycliste              | Équipe       | Temps            |
| - | --------------------- | ------------ | ---------------- |
| 1 | Antonio Andrés Sancho | FC Barcelone | 38 h 09 min 41 s |
| 2 | Andres Canals         | RCD Espanyol | + 2 min 24 s     |
| 3 | José Campama          | FC Barcelone | + 4 min 16 s     |

## Classement final
| Pos. | Cycliste                    | Équipe       | Temps            |
| ---- | --------------------------- | ------------ | ---------------- |
| 1    | Antonio Andrés Sancho (ESP) | FC Barcelone | 38 h 09 min 41 s |
| 2    | Andres Canals (ESP)         | RCD Espanyol | + 2 min 24 s     |
| 3    | José Campama (ESP)          | FC Barcelone | + 4 min 16 s     |
| 4    | Julián Berrendero (ESP)     | RCD Espanyol | + 4 min 19 s     |
| 5    | Federico Ezquerra (ESP)     | RCD Espanyol | + 4 min 20 s     |
| 6    | Martín Abadía (ESP)         | FC Barcelone | + 4 min 26 s     |
| 7    | Antonio Martín (ESP)        | RCD Espanyol | + 6 min 41 s     |
| 8    | Isidro Bejarano (ESP)       | UE Sants     | + 12 min 12 s    |
| 9    | Joaquim Olmos (ESP)         | FC Barcelone | + 13 min 13 s    |
| 10   | Delio Rodríguez (ESP)       | RCD Espanyol | + 13 min 29 s    |

## Classements annexes
| Pos. | Cycliste          | Équipe       | Points |
| ---- | ----------------- | ------------ | ------ |
| 1    | Fermín Trueba     | RCD Espanyol | 16     |
| 2    | Julián Berrendero | RCD Espanyol | 16     |
| 3    | Federico Ezquerra | RCD Espanyol | 8      |

| Pos. | Équipe       | Temps             |
| ---- | ------------ | ----------------- |
| 1    | FC Barcelone | 114 h 37 min 45 s |
| 2    | RCD Espanyol | + 2 min 21 s      |
| 3    | UE Sants     | + 1 h 18 min 07 s |